# Distrito de Eten
El distrito de Eten es uno de los veinte que conforman la provincia de Chiclayo, ubicada en el departamento de Lambayeque, en el Norte del Perú.
Desde el punto de vista jerárquico de la Iglesia católica, forma parte de la Diócesis de Chiclayo.

## Historia

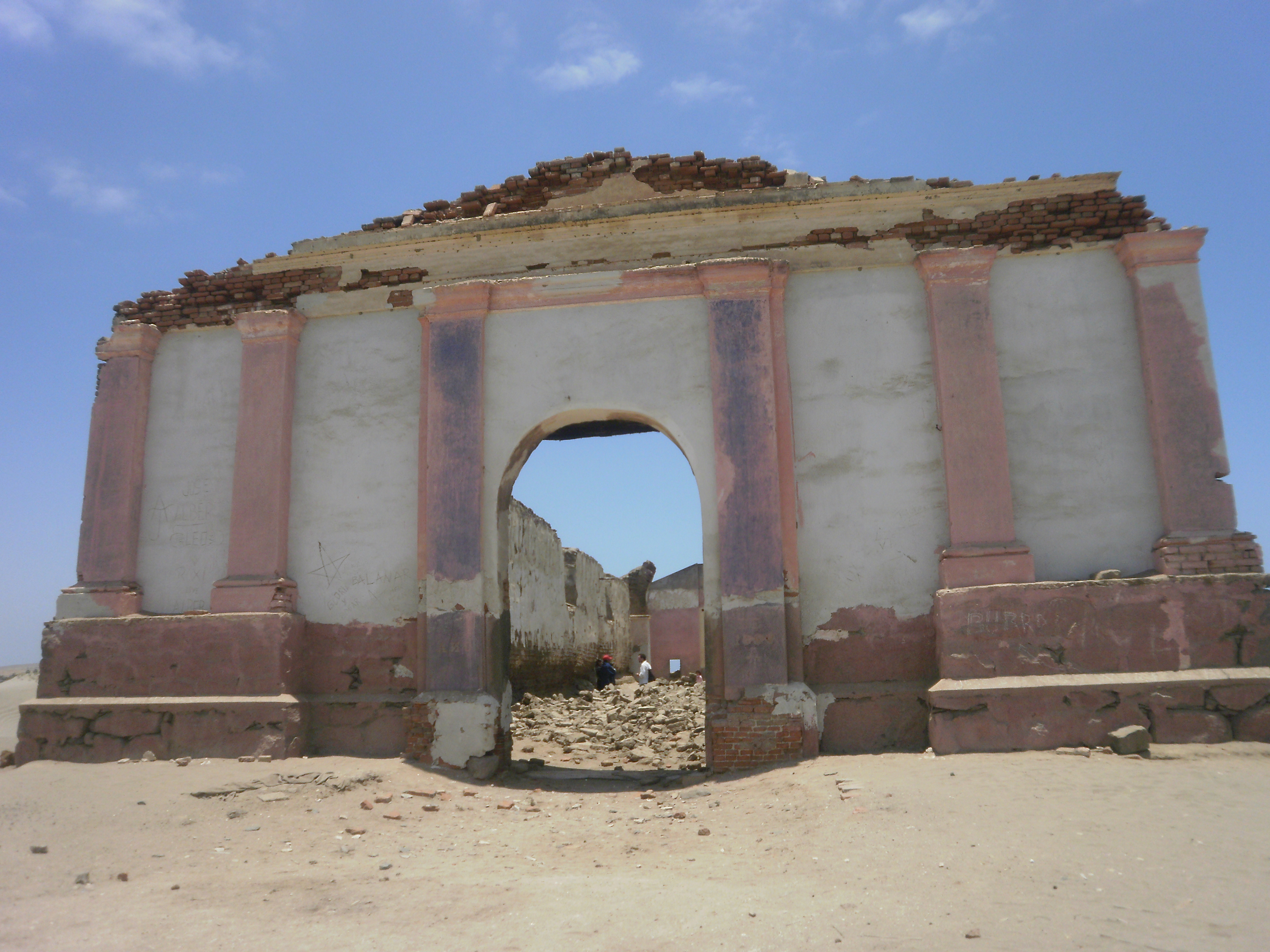
Ruinas de la antigua iglesia de Santa María Magdalena, lugar del milagro de la aparición del Divino Niño.

El distrito fue creado durante el proceso de la Independencia del Perú. 

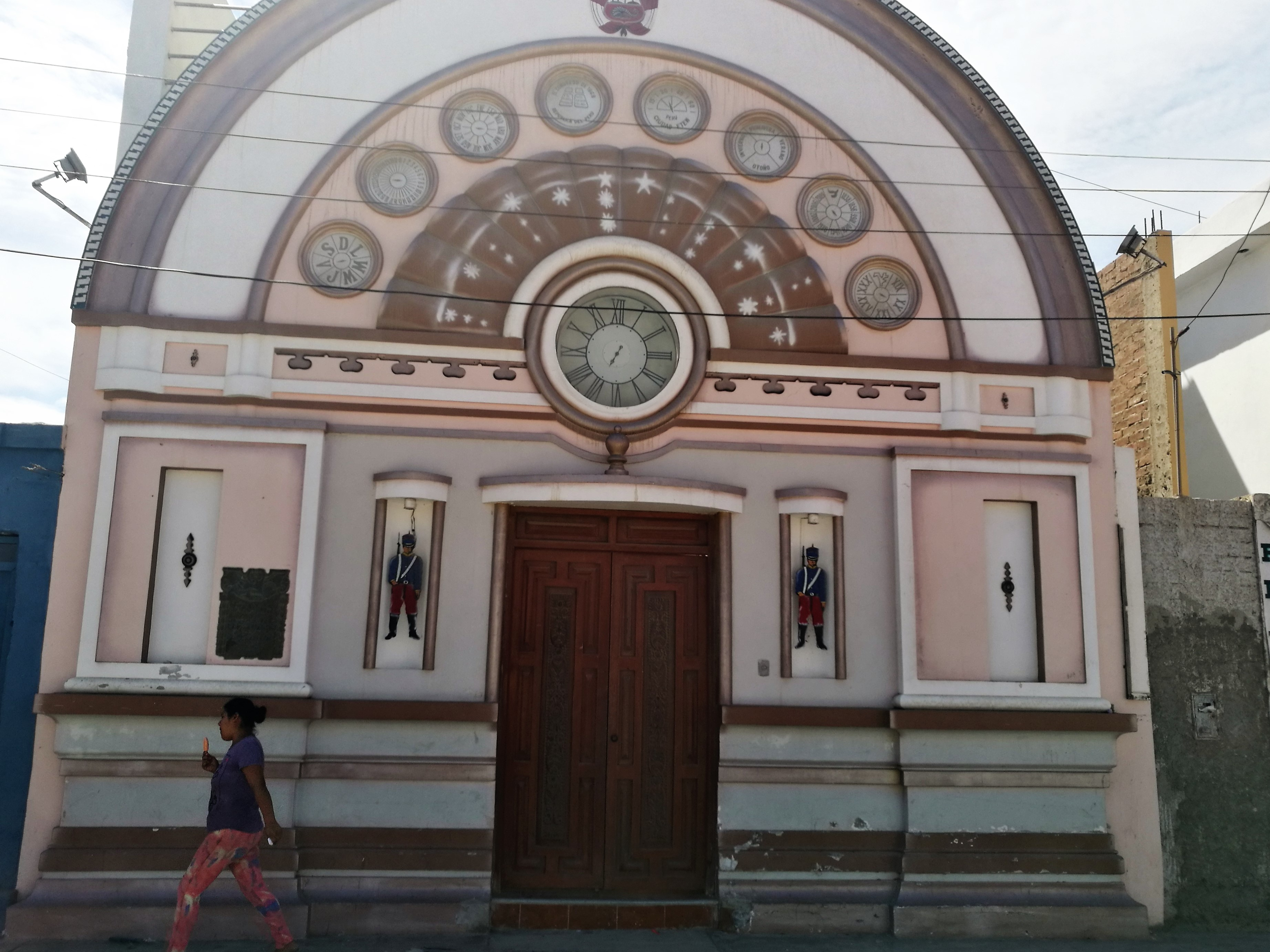
Recreación del reloj de Pedro Ruiz Gallo en la plaza Mayor de Eten, la capital distrital.

Tiene como capital la ciudad de Eten. Su origen se remonta a épocas prehispánicas, podría haber sido un asentamiento de pescadores, agricultores y artesanos; fue elevada a la categoría de villa (Villa de la Magdalena de Eten) el 26 de octubre de 1888, y a ciudad el 19 de noviembre de 1954.
Es conocida como la tercera ciudad eucaristica del mundo y capital del sombrero; en su museo se encuentra el sombrero más grande del mundo, hecho de paja.

## Geografía
Ciudad Eten se ubica en el valle del río Reque, sobre un área de configuración topográfica plana. Su superficie es de 84,78 km². Su territorio es llano, presenta suaves ondulaciones debido a los remotos rellenos aluviales y a la constante acción del viento.
Entre sus accidentes geográficos destacan el médano y la duna, la playa y la pampa desértica, resulta la más importante la pampa de las Delicias y la playa de Lobos. Además, hacia el noroeste se presentan pequeñas depresiones, la ciénaga o humedal que ha recibido la denominación de Humedales de Eten.

## Demografía
Según el censo del 2017 cuenta con una población de 11 993 habitantes y se estima que para el 2023 sea de 13 649.

### Centros poblados

#### Urbanos
- Eten (10 896 hab.)[4]
- Villa El Milagro (1 118 hab.)

#### Rurales
- Cascajales (258 hab.)

## Límites
- Por el norte: Distrito de Monsefú
- Por el sur: Puerto Eten y el distrito de Lagunas
- Por el este: distrito de Reque
- Por el oeste: Puerto Eten y el mar del Perú

## Clima
El clima durante el verano es fresco y húmedo, debido a la proximidad del mar. El invierno se presenta temperado, sobre todo en las madrugadas.

## Distancias
- De Ciudad Eten a Chiclayo 18 km
- De Ciudad Eten, por Monsefú, a Chiclayo 15 km
- De Ciudad Eten a Puerto Eten 2 km
- De Ciudad Eten a Monsefú 4 km
- De Ciudad Eten a Reque 9 km
- De Ciudad Eten a Lima 750 km

## Recursos naturales
Son escasos, al ser la mayoría de sus suelos desérticos y salitrosos, poco aptos para la agricultura. 
La flora natural presenta especies como sauce, pájaro bobo, carrizos, totora, hinea, grama salada, chopes, etc.
La fauna es rica en especies marítimas.

## Autoridades

### Municipales
- 2023-2026
  - Alcalde: Ing. Iván Reque Ñiquen, del partido Avanza País
- 2019-2022
  - Alcalde:  Nilton Chafloque córdoba, del partido alianza para el progreso APP
- 2015-2018[5]
  - Alcalde:  José Germán Puicán Zarpán, del Movimiento Político Independiente ATIN.
  - Regidores: José Armando Ñiquen Quesquén (ATIN), Carlos Alberto Quesquen Chancafe (ATIN), Rosa Lina Lumbre Silva (ATIN), María Graciela Capuñay Angeles (ATIN), Italo Chafloc Neciosup (Partido Humanista Peruano).
- 2011-2014
  - Alcalde: José Alejandro Ñiquen Sandoval, del Partido Humanista Peruano (PHP)[6]
  - Regidores: Juan Reque Neciosup (PHP), Jorge Luis Neciosup Azabache (PHP), Celia Del Pilar Liza Quesquén (PHP), Zulli Anneti Chancafe de Puican (PHP), José Esteban Reque Neciosup (PAP).
- 2007-2010
  - Alcalde: José Alejandro Ñiquen Sandoval.

### Policiales
- Comisaría 
  - Comisarioː Mayor PNP .[7]

### Religiosas
- Diócesis de Chiclayo[8]
  - Obispo de Chiclayo: Mons. Robert Francis Prevost, OSA[9]
- ̈Parroquia Santa María Magdalena[10]
  - Párroco: Pbro. Eleuterio Vásquez Gonzales.

## Festividades
- Del 12 al 24 de enero Divino Niño del Milagro
- 22 de julio: Santa María Magdalena
- Del 12 al 24 de julio: Divino Niño del Milagro
- 17 de septiembre: Día del Serranito
- 1 de noviembre: Día de Todos los Santos

## Tradiciones
La danza de los negritos, la festividad del Divino Niño del Milagro
La cruz de mayo